# Sainte-Marguerite-des-Loges
Pour les articles homonymes, voir Sainte-Marguerite.
Sainte-Marguerite-des-Loges est une ancienne commune française, située dans le département du Calvados en région Normandie, devenue le 1er janvier 2016 une commune déléguée au sein de la commune nouvelle de Livarot-Pays-d'Auge.
Elle est peuplée de 177 habitants.

## Géographie

### Situation
Sainte-Marguerite-des-Loges se situe à l'est du Calvados, au cœur du pays d'Auge. Son bourg est à 2,8 km à l'est-nord-est de Livarot, à 14,8 km au sud de Lisieux, et à 15,6 km à l'ouest d'Orbec.
La commune est traversée d'ouest en est par la RD 149, la RD 135 et la RD 4, et du nord au sud par la RD 268.

### Communes limitrophes
| Le Mesnil-Durand | Le Mesnil-Germain           | Cheffreville-Tonnencourt      |
| Livarot          | Sainte-Marguerite-des-Loges | Cheffreville-Tonnencourt      |
| Livarot          | Saint-Ouen-le-Houx          | Notre-Dame-de-Courson, Bellou |

### Lieux-dits
Les lieux-dits de la commune de Sainte-Marguerite-des-Loges sont : la Béatière, le Beaudrieu, Beau-Mesnil, la Bie, Blardière, Bois des Loges, Bois du Rouil, Bois Vilain, le Bourg, la Chesnée, la Cogentière, le Côtil, Cour Bénard, Cour Cordier, Cour du Fresne, Cour Dupont, Cour Frémont, Cour Henry, Cour Lozey, Cour Prévost, la Crière, l'Étardière, Folleville, Fontaine au Lièvre, la Fosse, les Fosses, la Grande Vallée, Grands Champs, Hamars, Lieu au Fèvre, Lieu Coutellier, le Lieu Doré, les Lozey, la Maison Rouge, les Mannies, les Marettes, le Moulin, Parc Labonde, le Perré, Petit Rouil, le Rouil, la Vallée, le Vallier et la Valoise.

### Topographie
Le territoire de la commune est vallonné. Sa superficie est de 10,85 km2.  L'altitude minimum est de 85 m au nord-ouest de la commune, près du lieu-dit La Grande Vallée ; l'altitude maximum est de 191 m à l'extrémité sud-ouest de la commune, près de la RD 4, à la limite avec Bellou.

## Toponymie
Le nom de la localité est attesté sous la forme Sancta Margarita de Logiis au XIVe siècle (pouillé de Lisieux, p. 56).
Le toponyme de Sainte-Marguerite-des-Loges tire son origine de la sainte éponyme, patronne des femmes en couches ; et du mot « loge », signifiant « hutte », ce qui rappelle les cabanes pour les lépreux qui venaient se réfugier en ce lieu.

## Histoire

### Seconde Guerre mondiale
Pendant la bataille de Normandie, le 24 juillet 1944 (à 14 h 30), lors d'un combat aérien entre avions allemands et anglais, un Messerschmitt Bf 109 (R2) de la Luftwaffe a été abattu au-dessus du lieu-dit « le Hamars », au Mesnil-Germain. L'appareil touché, après être passé au-dessus de la maison de la ferme, s'est écrasé à 300 mètres au sud, dans un champ de la propriété, situé à Sainte-Marguerite-des-Loges, commune voisine du Mesnil-Germain. L'avion n'a pas explosé et s'est enfoui dans le sol, des officiers et des soldats allemands sont venus sur place constater l'accident et ont récupéré des documents jetés par le pilote. Soixante et un ans plus tard, le jeudi 3 novembre 2005, les restes du pilote et de l'avion ont été déterrés grâce à l'intervention de l'Association normande du souvenir aérien 1939-1945 Orne-Maine (ANSA) et des propriétaires de la ferme. Il a fallu le secours d'une pelleteuse pour creuser sur plus de cinq mètres de profondeur. Le pilote a pu être identifié, ses restes reposent au cimetière militaire allemand de La Cambe.

### Fusion
Le 1er janvier 2016, Sainte-Marguerite-des-Loges intègre avec vingt-et-une autres communes la commune de Livarot-Pays-d'Auge créée sous le régime juridique des communes nouvelles instauré par la loi no 2010-1563 du 16 décembre 2010 de réforme des collectivités territoriales. Les communes d'Auquainville, Les Autels-Saint-Bazile, Bellou, Cerqueux, Cheffreville-Tonnencourt, La Croupte, Familly, Fervaques, Heurtevent, Livarot, Le Mesnil-Bacley, Le Mesnil-Durand, Le Mesnil-Germain, Meulles, Les Moutiers-Hubert, Notre-Dame-de-Courson, Préaux-Saint-Sébastien, Sainte-Marguerite-des-Loges, Saint-Martin-du-Mesnil-Oury, Saint-Michel-de-Livet, Saint-Ouen-le-Houx et Tortisambert deviennent des communes déléguées et Livarot est le chef-lieu de la commune nouvelle.

## Politique et administration
| Période                                  | Période      | Identité              | Étiquette | Qualité     |
| ---------------------------------------- | ------------ | --------------------- | --------- | ----------- |
| ?                                        | Janvier 1928 | Charles Vallée        |           |             |
| Janvier 1928                             | ?            | Armand Constant       |           |             |
| avant 1981                               | ?            | René Bordeaux         |           |             |
| Juin 1995                                | Mai 2020     | Patrice Bellais       | SE        | Agriculteur |
| Mai 2020                                 | En cours     | Yohann-Cédric Tellier | SE        | Technicien  |
| Les données manquantes sont à compléter. |              |                       |           |             |

## Démographie
En 2021, la commune comptait 177 habitants. Depuis 2004, les enquêtes de recensement dans les communes de moins de 10 000 habitants ont lieu tous les cinq ans (en 2005, 2010, 2015, etc. pour Sainte-Marguerite-des-Loges) et les chiffres de population municipale légale des autres années sont des estimations.
| 1793 | 1800 | 1806 | 1821  | 1831 | 1836 | 1841 | 1846 | 1851 |
| ---- | ---- | ---- | ----- | ---- | ---- | ---- | ---- | ---- |
| 622  | 584  | 634  | 1 032 | 488  | 477  | 515  | 430  | 446  |

| 1856 | 1861 | 1866 | 1872 | 1876 | 1881 | 1886 | 1891 | 1896 |
| ---- | ---- | ---- | ---- | ---- | ---- | ---- | ---- | ---- |
| 430  | 406  | 424  | 363  | 378  | 327  | 326  | 341  | 329  |

| 1901 | 1906 | 1911 | 1921 | 1926 | 1931 | 1936 | 1946 | 1954 |
| ---- | ---- | ---- | ---- | ---- | ---- | ---- | ---- | ---- |
| 322  | 305  | 316  | 255  | 286  | 296  | 307  | 283  | 251  |

| 1962 | 1968 | 1975 | 1982 | 1990 | 1999 | 2005 | 2010 | 2015 |
| ---- | ---- | ---- | ---- | ---- | ---- | ---- | ---- | ---- |
| 218  | 194  | 184  | 172  | 161  | 163  | 194  | 190  | 175  |

| 2018 | - | - | - | - | - | - | - | - |
| ---- | - | - | - | - | - | - | - | - |
| 181  | - | - | - | - | - | - | - | - |

## Lieux et monuments

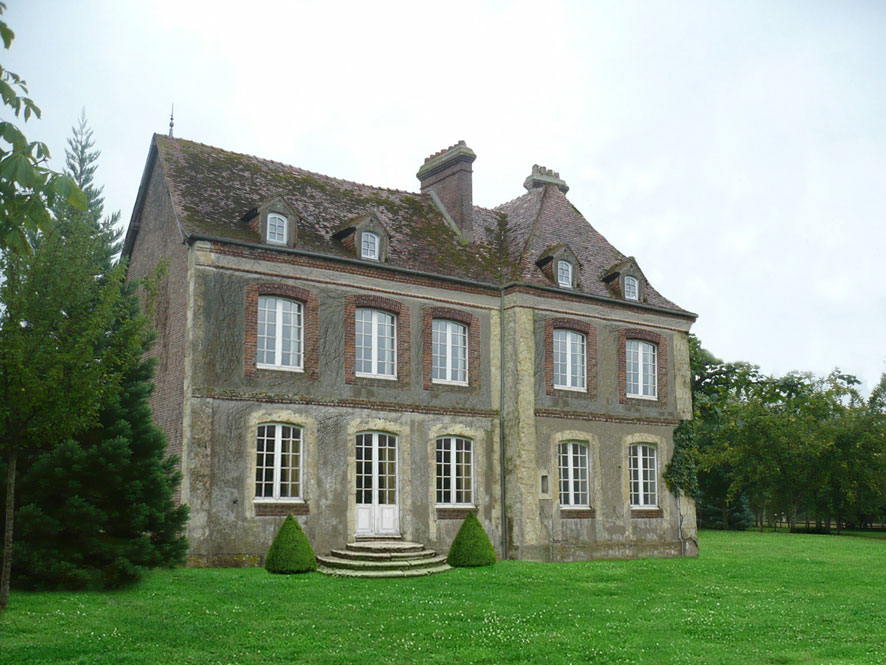
Le manoir du Rouil.

- L'église Sainte-Marguerite, datant du XIIe siècle et XVIe siècle, est classée monument historique depuis 1933[14].
- Manoir des Loges (1504).
- Manoir du Rouil (1727).
- La Maison Rouge (1793).

## Personnalités liées à la commune
- Frédéric-Gabriel-Marie-François de Marguerye (1802 à Sainte-Marguerite - 1876), professeur au lycée Stanislas à Paris, évêque de Saint-Flour, puis d'Autun[15], archéologue.